# Stenachaenium
Stenachaenium là một chi thực vật có hoa trong họ Cúc (Asteraceae).

## Loài
Chi Stenachaenium gồm các loài: